# Coluzea kallistropha
Coluzea kallistropha is een slakkensoort uit de familie van de Turbinellidae. De wetenschappelijke naam van de soort is voor het eerst geldig gepubliceerd in 2004 door Harasewych.